# Trizogeniates crispospinatus
Trizogeniates crispospinatus är en skalbaggsart som beskrevs av Villatoro 2002. Trizogeniates crispospinatus ingår i släktet Trizogeniates och familjen Rutelidae. Inga underarter finns listade i Catalogue of Life.